# Wassersport-Verein 1921

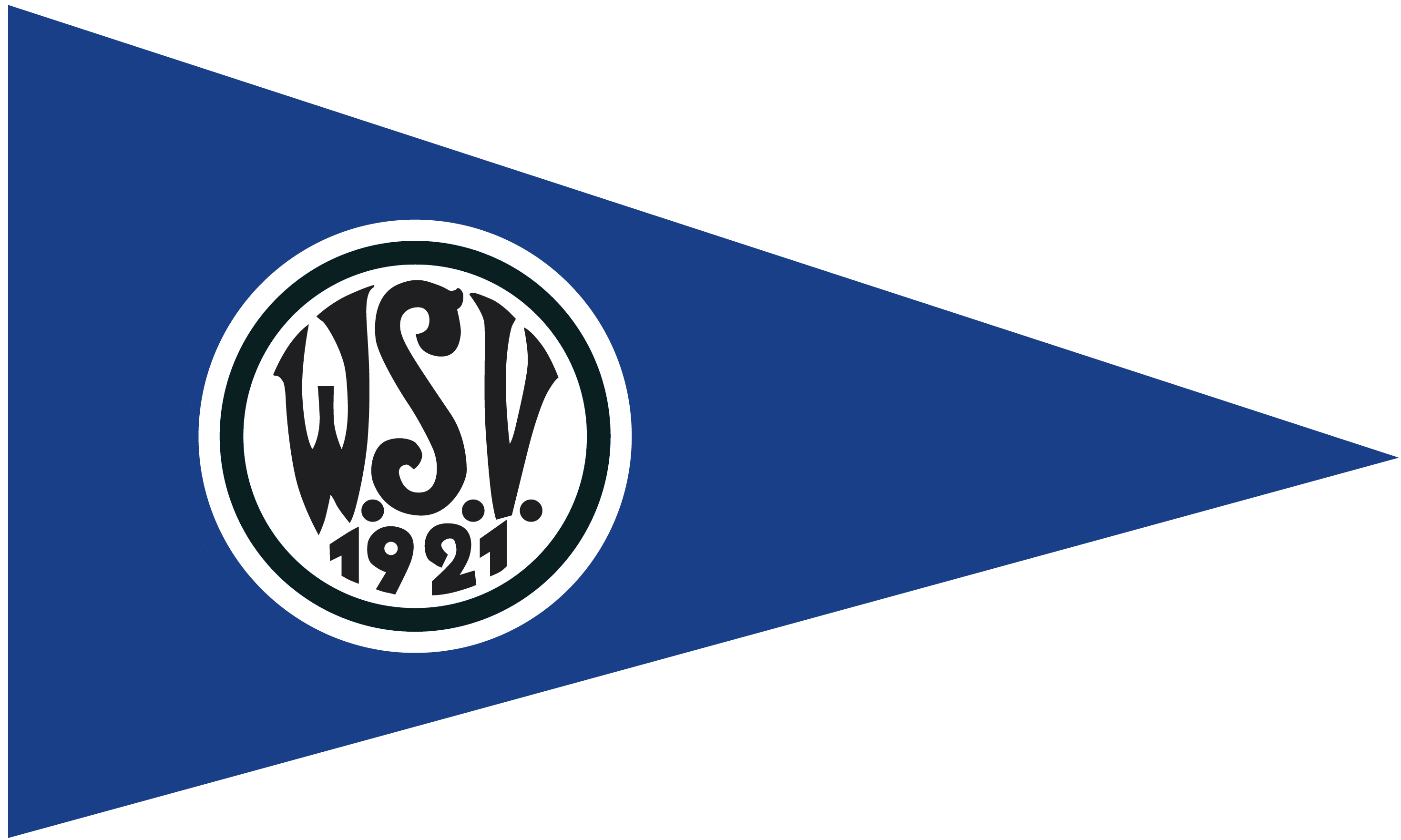
Vereinsstander des WSV 1921

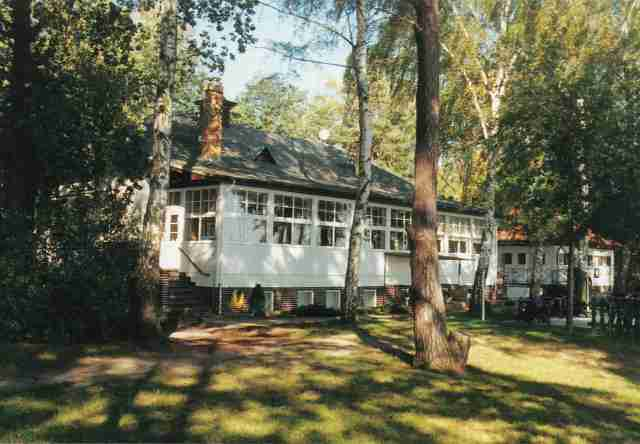
Vereinshaus des WSV 1921

Der Wassersport-Verein 1921 (WSV 1921) ist ein Berliner Segelclub am Langen See in der Schmöckwitzer Ortslage Karolinenhof.

## Geschichte
Am 17. April 1921 fanden sich Wasser- und Angelsportfreunde zusammen und gründeten den Angel-Sport-Verein „Rotfeder“ Schmöckwitz. Ende desselben Jahres fand eine Umbenennung in „Wassersport-Verein 1921“ Schmöckwitz statt. Zweck des Vereins laut Satzung war:
„Für die Freunde des Wassersports zu möglichst niedrigen Preisen Liegeplätze, sowie Unterkunftsräume für das Bootsmaterial und sonstige Gerätschaften, die zur Ausübung des Wassersports notwendig sind, zu beschaffen. Die zur Ausübung des Wassersports notwendigen Ausweise zu beschaffen, ferner durch gemeinschaftlichen Einkauf aller Materialien, die gebraucht werden, den Mitgliedern wirtschaftliche Vorteile zu verschaffen. Jede Politik ist ausgeschlossen“.

## Organisation
Heute hat der Verein rund 270 Mitglieder und zählt damit zu den mittleren bis größeren innerhalb des Deutschen Segler-Verbandes.
Der WSV 1921 richtet fünf größere Regatten im Jahr aus.
- Hugo-Bräuer-Preis: Optimist, Laser Standard, Laser Radial, Laser 4.7, und 420er Jolle
- Einhandpokal: Olympiajollen
- Willi-Lehmann-Preis: 5.5m IC, Soling, Yngling
- Blaues Band: H-Jolle (eine der ältesten Regatten Deutschlands, erste Ausschreibung 1947)
- Kielbootcup: nach Yardstick

Der WSV 1921 unterhält eine Jugendabteilung. Es findet Training für folgende Bootsklassen statt:
- Optimist,
- Laser Standard,
- Laser Radial
- Laser 4.7
- 420er Jolle

Für Senioren ohne eigenes Boot steht als vereinseigenes Boot eine Yngling zur Nutzung bereit.